# Koninklijke Luchtmacht
Koninklijke Luchtmacht  (KLu) er Hollands luftvåben, og ét af Holland's fire værn. Det blev grundlagt 1. juli 1913 med fire piloter. I 1953 blev det et selvstændigt værn under Nederlandse krijgsmacht.
I 2015 havde KLu omkring 8.000 ansatte, 175 fly og 88 UAV'er.